# Johann von Bülow

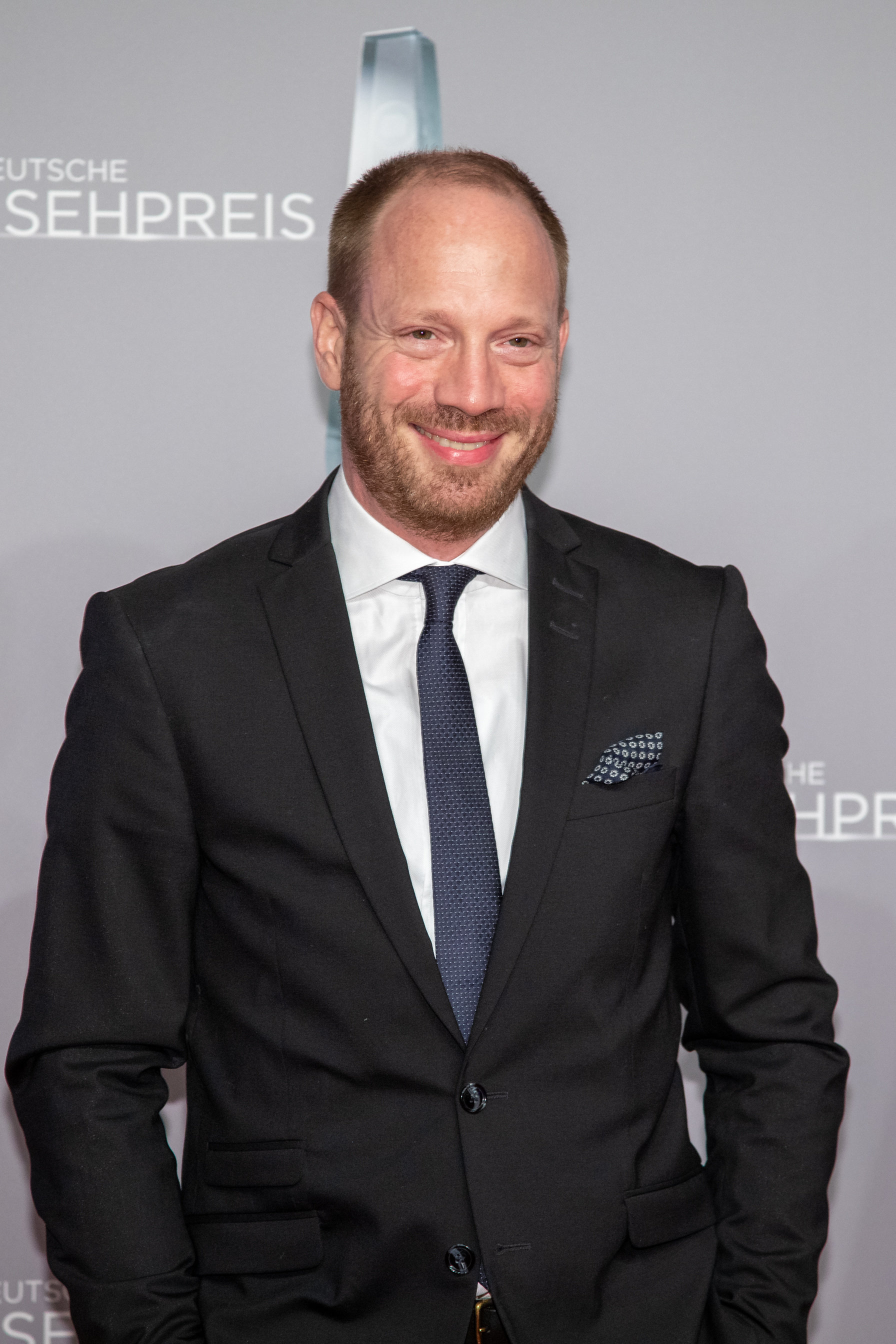
Johann von Bülow (2019)

Johann Albrecht von Bülow (* 26. September 1972 in München) ist ein deutscher Schauspieler. Seinen Durchbruch hatte er 1995 als junger Filmproduktionsleiter Nick in Hans-Christian Schmids Komödie Nach Fünf im Urwald. Seitdem trat er in über 120 Film- und Fernsehproduktionen vor die Kamera und wirkte in zahlreichen Theater- und Bühneninszenierungen mit.

## Privates
Johann von Bülow entstammt dem mecklenburgischen Uradelsgeschlecht von Bülow. Er wurde als Sohn von Joachim (Jochen) von Bülow (1934–2021) und dessen Frau Erika (Heidi), geb. Freiin Loeffelholz von Colberg (1937–2023) in München geboren. Er ist ein entfernter Verwandter von Loriot, den er erst in dessen letzten Lebensjahren persönlich kennenlernte. Er besuchte das Gymnasium in Pullach, wo er in einer Theatergruppe Gefallen am Schauspielern fand. Seit 2005 ist Bülow mit der Bühnenbildnerin Katrin Kersten-von Bülow, geb. Kersten, einer Tochter des ehemaligen Agfa-Vorstandes Hans-Christian Kersten, verheiratet und hat einen Sohn (* 2003). Er lebt mit seiner Familie in Berlin.

## Karriere

### Theater
Von 1992 bis 1995 absolvierte von Bülow eine Ausbildung an der Otto-Falckenberg-Schule in München. Sein erstes Engagement hatte er von 1996 bis 1998 am Staatstheater Mainz. 1998 gastierte er am Schauspielhaus Zürich als Ferdinand in Kabale und Liebe von Friedrich Schiller. 1999 wechselte er ans Schauspiel Leipzig, spielte dort unter anderem in Wolfgang Engels neunstündiger Faust-Inszenierung den jungen Faust. Von 2000 bis 2004 war er festes Ensemblemitglied am Schauspielhaus Bochum und spielte dort viele unterschiedliche Rollen, so zum Beispiel im Theaterstück Mendy – das Wusical unter der Regie von Helge Schneider. Wichtige Rollen waren dort außerdem Don Carlos im gleichnamigen Stück von Friedrich Schiller, Fritz in Liebelei von Arthur Schnitzler sowie Happy in Tod eines Handlungsreisenden in der Inszenierung von Jürgen Kruse. Weitere Arbeiten am Haus waren unter anderem mit den Regisseurinnen Matthias Hartmann und Karin Beier. Johann von Bülow sang außerdem bei verschiedenen Liederabenden am Schauspielhaus Bochum.
2005 gastierte er am Düsseldorfer Schauspielhaus in Wer hat Angst vor Virginia Woolf? als Nick; Regie führte Karin Henkel. Zwischen 2006 und 2009 kehrte er in unregelmäßigen Abständen ans Schauspielhaus Bochum als Gast zurück, so zum Beispiel für Motortown von Simon Stephens oder Das weite Land von Arthur Schnitzler, beide unter der Regie von Dieter Giesing. 2011 gab er den Manfred in einer Aufführung des gleichnamigen Werks von Robert Schumann für Orchester, Sänger und Sprecher in der Tonhalle Düsseldorf unter der künstlerischen Gesamtleitung von Johannes Deutsch.

### Film und Fernsehen

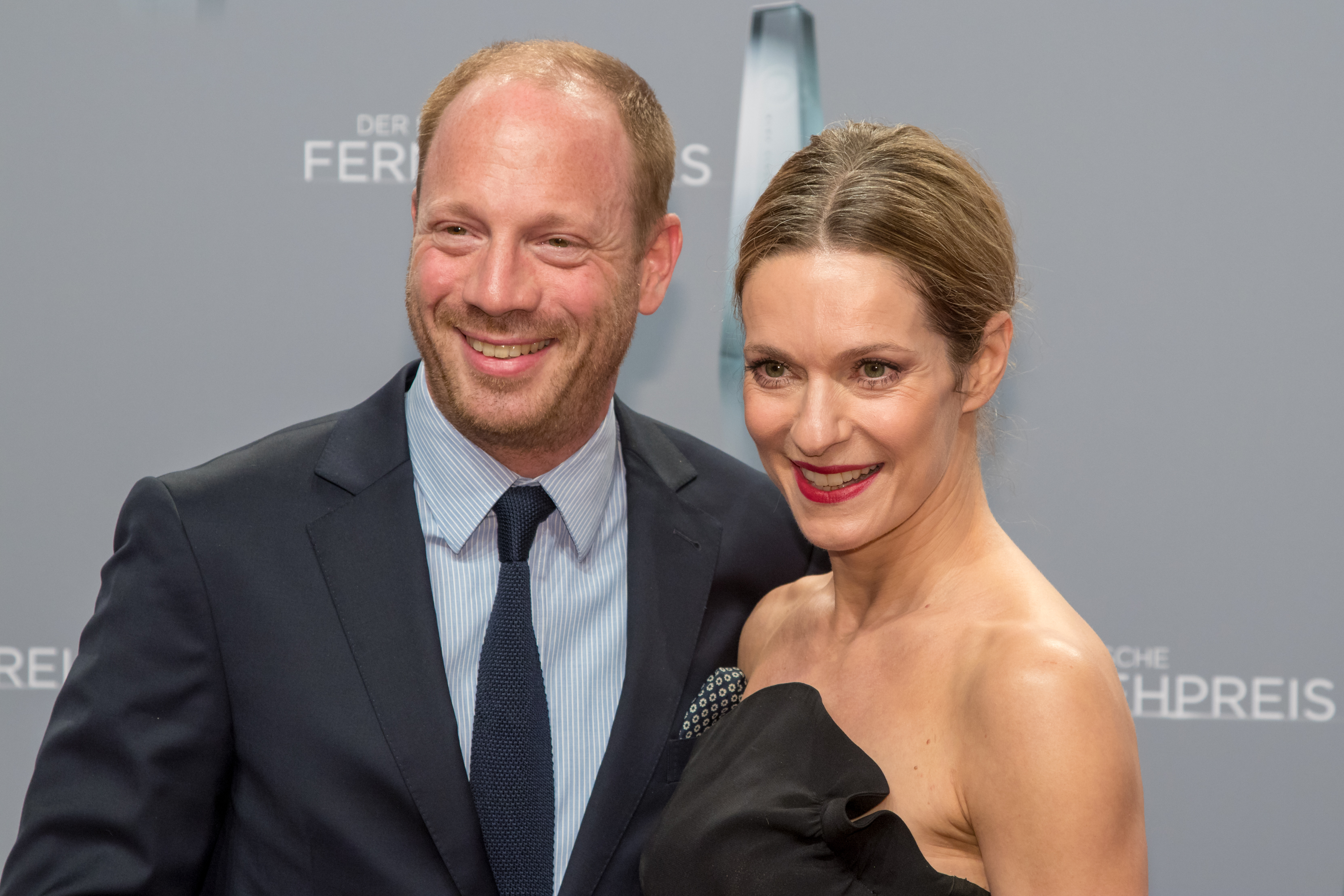
Johann von Bülow mit Lisa Martinek (2018)

Sein Filmdebüt gab von Bülow 1995 an der Seite von Franka Potente in der Rolle des jungen Filmproduktionsleiters Nick in Hans-Christian Schmids Komödie Nach Fünf im Urwald. Sönke Wortmann besetzte ihn im darauffolgenden Jahr in einer Nebenrolle in seiner Hera-Lind-Verfilmung Das Superweib. Es folgten zahlreiche weitere Rollen in Film- und Fernsehproduktionen, wie 1996 in dem Fernsehfilm Und morgen fängt das Leben an (Regie Anno Saul), 1999 in dem Fernsehfilm Vom Küssen und vom Fliegen (Regie Hartmut Schoen) und 2003 in dem Zweiteiler Das Wunder von Lengede (Regie Kaspar Heidelbach) auf Sat.1. Auf der Kinoleinwand übernahm er unter anderem tragende Rollen in Florian Hoffmeisters Filmdrama 3° kälter (Gewinner der Filmfestspiele in Locarno 2005), im Episodenfilm Die Österreichische Methode (2006) und im vielfach prämierten Drama Das Fremde in mir (2008).
In Marc Hertels ARD-Fernsehfilm Klassentreffen (2004) und in der Line-Dance-Komödie Willkommen im Westerwald (2008) von Tommy Wiegand übernahm von Bülow Rollen mit Gesangseinlagen. Ab Oktober 2008 spielte er den Anwalt Thomas Welka in der ARD-Serie Die Anwälte. In der Sat.1-Improvisationssitcom Wir müssen reden! spielte er an der Seite von Cordula Stratmann und Annette Frier 2011 als Stephano, einen deutsch-italienisch radebrechenden Kellner. Im gleichen Jahr war er in Til Schweigers Kokowääh als Feuerwehrmann zu sehen. 2014 spielte er neben Caroline Peters in der dritten Staffel der Krimiserie Mord mit Aussicht den Hengascher Bürgermeister Jan Schulte, der mit der Kommissarin Sophie Haas eine Liaison eingeht. 2015 übernahm er unter der Regie von Oliver Hirschbiegel im Spielfilm Elser – Er hätte die Welt verändert die Rolle des Gestapochefs Heinrich Müller und spielte in dem österreichisch-deutschen Coming-of-Age-Film Aus der Haut von Stefan Schaller gemeinsam mit Claudia Michelsen ein Paar, dessen Sohn sich ihnen als homosexuell outet. Zwischen 2018 und 2021 verkörperte von Bülow an der Seite von Alice Dwyer in der ZDF-Samstagskrimireihe Herr und Frau Bulle die Rolle des Fallanalytikers Heiko Wills.
Johann von Bülow gastierte mehrfach in Episoden der ARD-Krimireihen Polizeiruf 110 und Tatort. Er wirkte auch in einigen Kinder- und Jugendproduktionen mit, wie als Vater und armer Holzfäller in Uwe Jansons Märchenadaption Hänsel und Gretel (2012) oder als Polizist Hansen in der Kinderbuchverfilmung Fünf Freunde (ebenfalls 2012) nach der gleichnamigen Serie von Enid Blyton.

## Filmografie (Auswahl)

### Kino
- 1995: Nach Fünf im Urwald
- 1996: Das Superweib
- 2003: Über Nacht
- 2005: 3° kälter
- 2006: Die Österreichische Methode
- 2008: Das Fremde in mir
- 2009: Berlin 36
- 2010: Die kommenden Tage
- 2010: Carlos – Der Schakal
- 2011: Kokowääh
- 2012: Fünf Freunde
- 2012: Heiter bis wolkig
- 2013: Der Geschmack von Apfelkernen
- 2014: Im Labyrinth des Schweigens
- 2014: Die Schlikkerfrauen
- 2015: Elser – Er hätte die Welt verändert (Elser)
- 2016: Frantz
- 2017: Mein Blind Date mit dem Leben
- 2017: Rock My Heart – Mein wildes Herz
- 2019: Lara
- 2020: Lassie – Eine abenteuerliche Reise
- 2025: Delicious

### Fernsehen
- 1996: Die Halbstarken
- 1996: Und morgen fängt das Leben an
- 1998: Wolffs Revier (Fernsehserie, Folge Im Namen des Vaters)
- 1998: Die Männer vom K3 (Fernsehserie, Folge Tödliches Spiel)
- 2000: Polizeiruf 110: Totenstille (Fernsehreihe)
- 2000: Vom Küssen und vom Fliegen
- 2001: Wilhelmina (Fernsehvierteiler, Teil 1)
- 2001–2012: SOKO Leipzig (Fernsehserie, verschiedene Rollen, 3 Folgen)
- 2002: Donna Leon – Nobiltà (Fernsehreihe)
- 2003: Im Namen des Gesetzes (Fernsehserie, Folge Doppelt hält besser)
- 2003: Treibjagd
- 2003: Das Wunder von Lengede
- 2004: Der Bulle von Tölz: Süße Versuchung (Fernsehreihe)
- 2004: Klassentreffen
- 2004: Der Stich des Skorpion
- 2004: Tatort: Vorstadtballade
- 2005: Der Mann, den Frauen wollen
- 2005: Was für ein schöner Tag
- 2005: Tatort: Minenspiel
- 2007–2011: SOKO Köln (Fernsehserie, verschiedene Rollen, 3 Folgen)
- 2006: Mein süßes Geheimnis
- 2006: Winterreise
- 2006: Vater undercover – im Auftrag der Familie
- 2006: Ein Fall für den Fuchs: Das Spiel ist aus (Fernsehreihe)
- 2006, 2008: Ein Fall für zwei (Fernsehserie, verschiedene Rollen, 2 Folgen)
- 2007: Doppelter Einsatz: Überdosis Warten (Fernsehreihe)
- 2007: Der Dicke/Die Kanzlei (Fernsehserie, Folge Große Pläne)
- 2007: Das Gelübde
- 2007: Tatort: Die Anwältin
- 2007, 2011: Der Kriminalist (Fernsehserie, verschiedene Rollen, 2 Folgen)
- 2008: SOKO Kitzbühel (Fernsehserie, Folge Mordkomplott)
- 2008: Die Liebe ein Traum
- 2008: Willkommen im Westerwald
- 2008: Die Anwälte (Fernsehserie, 8 Folgen)
- 2008: Tatort: Häschen in der Grube
- 2008: Tatort: Waffenschwestern
- 2009: Ein starkes Team: Die Schöne vom Beckenrand (Fernsehreihe)
- 2009: Wilsberg: Der Mann am Fenster (Fernsehreihe)
- 2010: Kommissarin Lucas – Wenn alles zerbricht (Fernsehreihe)
- 2010: In aller Stille
- 2010: Wir müssen reden! (Fernsehserie, 8 Folgen)
- 2010–2011: Um Himmels Willen (Fernsehserie, 11 Folgen)
- 2011: Unter Verdacht: Laufen und Schießen (Fernsehreihe)
- 2011: Schimanski: Schuld und Sühne (Fernsehreihe)
- 2011: Küstenwache (Fernsehserie, Folge Ruf aus der Vergangenheit)
- 2011: Papa allein zu Haus
- 2011: Carl & Bertha
- 2011: Das dunkle Nest
- 2011: Tatort: Unter Druck
- 2011: Tatort: Der schöne Schein
- 2012: Die Schuld der Erben
- 2012: Zum Kuckuck mit der Liebe
- 2012: Unter anderen Umständen: Spiel mit dem Feuer (Fernsehreihe)
- 2012: Und weg bist du
- 2012: Der Cop und der Snob (Fernsehserie, Folge Adel vernichtet)
- 2012: Flemming (Fernsehserie, Folge Der Sinn des Lebens)
- 2012: Hänsel und Gretel
- 2012, 2017: Der Alte (Fernsehserie, verschiedene Rollen, 2 Folgen)
- 2013: Das Adlon – Eine Familiensaga (Fernsehdreiteiler, 2 Teile)
- 2013: Der Minister
- 2013: Alarm für Cobra 11 – Die Autobahnpolizei (Fernsehserie, Folge Tödliche Wahl)
- 2013: Rosa Roth – Der Schuss (Fernsehreihe)
- 2013, 2018: Die Chefin (Fernsehserie, verschiedene Rollen, 2 Folgen)
- 2014: Die Spiegel-Affäre
- 2014: Götz von Berlichingen
- 2014: Mord mit Aussicht (Fernsehserie, 12 Folgen)
- 2015: Tod eines Mädchens (Fernsehzweiteiler)
- 2015: Aus der Haut
- 2015: Nacht der Angst
- 2015: Ein Mord mit Aussicht
- 2015–2017: Der Lack ist ab (Fernsehserie, 3 Folgen)
- 2016: Marie räumt auf
- 2016: Marie Brand und die Spur der Angst (Fernsehreihe)
- 2016: Alles aus Liebe
- 2016: Letzte Spur Berlin (Fernsehserie, Folge Wespennest)
- 2017: Frau Temme sucht das Glück (Fernsehserie, 6 Folgen)
- 2017: Die Spezialisten – Im Namen der Opfer (Fernsehserie, Folge Sommermärchen)
- seit 2017: Der gute Bulle (Fernsehreihe)
  - 2017: Der gute Bulle
  - 2020: Nur Tote reden nicht
- 2017: Ein Kind wird gesucht
- 2017: Tod im Internat (Fernsehzweiteiler)
- 2018: Stralsund: Das Phantom (Fernsehreihe)
- 2018: Daheim in den Bergen – Schuld und Vergebung (Fernsehreihe)
- 2018: Meine teuflisch gute Freundin
- 2018: Rufmord
- 2018: Amokspiel
- 2018: Tatort: Damian
- 2018–2021: Herr und Frau Bulle (Fernsehreihe) → siehe Besetzung
- 2019: Der Anfang von etwas
- 2020: Helen Dorn: Atemlos (Fernsehreihe)
- 2020: Das Quartett: Das Mörderhaus (Fernsehreihe)
- 2021: Furia (Fernsehserie)
- 2022: Ein starkes Team: Die letzte Reise
- 2022: Die Gänseprinzessin (Fernsehfilm)
- 2022: Das Boot (Fernsehreihe, Staffel 3)
- 2023: Die zweite Welle (Fernsehserie, 6 Folgen)
- 2025: Wilsberg: Über dem Gesetz (Fernsehreihe)
- 2025: Dünentod – Tödliche Geheimnisse
- 2025: Robert Lembke – Wer bin ich?

## Buch
- 2023: Roxy. Roman. Rowohlt Verlag, Hamburg 2023, ISBN 978-3-7371-0158-5.

## Hörspiele und Hörbücher
- 2004: Bodo Traber: Das Kreuz auf dem Erlenberg – Regie: Thomas Leutzbach (Hörspiel – WDR)
- 2013: Keigo Higashina: Verdächtige Geliebte – Bearbeitung und Regie: Steffen Moratz (Hörspiel – WDR)
- 2013: Juli Zeh: Nullzeit – Regie: Mark Ginzler (Hörspiel – Der Audio Verlag)
- 2015: John Williams: Butcher’s Crossing, Regie: Ralph Schäfer (Hörspiel – Der Audio Verlag)
- 2015: Fred Breinersdorfer: Elser, Regie: Iris Drögekamp (Der Audio Verlag)
- 2015: Viviane Koppelmann: Sherlock & Watson – Neues aus der Baker Street: 1 – Das Rätsel von Musgrave Abbey, Regie: Leonhard Koppelmann (Hörspiel – Der Audio Verlag)
- 2015: Viviane Koppelmann: Sherlock & Watson – Neues aus der Baker Street: 2 – Ein Fluch in Rosarot, Regie: Leonhard Koppelmann (Hörspiel – Der Audio Verlag)
- 2017: Virginie Despentes: Das Leben des Vernon Subutex 1, Regie: ? (Hörbuch - Der Audio Verlag)
- 2019: John Ironmonger: Der Wal und das Ende der Welt (Hörbuch – Argon Verlag)
- 2022: Kai Meyer: Die Bücher, der Junge und die Nacht (Hörbuch – Argon Verlag)
- 2023: Kai Meyer: Die Bibliothek im Nebel (Hörbuch – Argon Verlag)

## Auszeichnungen
- 2020: Theaterpreis Hamburg – Rolf Mares für seine Rolle als Vernehmungsbeamter in Heilig Abend am St. Pauli Theater